# Aeroportul Buka
Aeroportul Buka (IATA: BUA, ICAO: AYBK) este un aeroport din Autonomous Region of Bougainville⁠(d), Papua Noua Guinee ce deservește zona Buka Island⁠(d).
Situat la o altitudine de 3 m, aeroportul dispune de 1 pistă.

## Infrastructură

### Piste
Aeroportul dispune de o singură pistă. Pista are orientarea 04/22. 